# Sketchup
Sketchup, i marknadsföringssyfte skrivet SketchUp, är ett program för att enkelt skapa 3D-modeller. Programmet finns för Windows och Mac OS.
Rättigheterna till programmet köptes år 2006 av Google som skapat en gratisversion vars modeller är kompatibla med Google Earth. Detta innebär att det till exempel går att rita en byggnad i Sketchup och sedan placera ut den på en plats på jorden och titta på den, något som kan vara användbart vid planering av hur en tomt bäst kan utnyttjas.[källa behövs] 3D-modeller gjorda i Sketchup kan laddas upp på webbplatsen 3D Warehouse, och geotaggade byggnader kan, efter godkännande, hamna i lagret 3D-byggnader i Google Earth.
Programmet saknar i sitt grundutförande många av de funktioner som finns i andra mera avancerade 3d-applikationer och CAD-program, men istället är det lätthanterat och lätt att lära sig. Man kan dock komplettera och anpassa program med olika tillägg/plugins via "Extension Warehouse". Extension Warehouse kan man likna vid Microsoft Store, App Store eller Google Play, via vilken man får tillgång till nästan 600 olika appar/tillägg/plugins för mer avancerad modellering, redigering, rendering etc.[källa behövs]
2012 sålde Google företaget vidare till Trimble.
I samband med att Sketchup Pro 2018 släpptes i november 2017 lanserades även gratisversionen Sketchup Free. SketchUp Free körs direkt i webbläsaren och ersätter den tidigare gratisversionen Sketchup Make.